# جیمز جی. بلین
جیمز جی. بلین (به انگلیسی: James G. Blaine) سناتور سابق عضو حزب جمهوری‌خواه ایالات متحده آمریکا بود. وی در سال ۱۸۷۶ تا ۱۸۸۱ میلادی سناتور ایالت مین در سنای ایالات متحده آمریکا بود.